# Jaroslav Bába
Jaroslav Bába (né le 2 septembre 1984 à Karviná) est un athlète tchèque, spécialiste du saut en hauteur. Il mesure 1,96 m pour 80 kg et appartient au club TJ Dukla Praha.

## Carrière
À 18 ans, il participe aux deux finales mondiales séniores : les Championnats du monde en salle de Birmingham où il se classe neuvième et les Championnats du monde de Paris où il se classe onzième. Lors de ces deux compétitions, il réalise 2,25 m.   
En 2004, il remporte la médaille de bronze des Championnats du monde en salle de Budapest avec 2,25 m. Lors des Jeux olympiques d'Athènes au mois d'août suivant, Jaroslav Bába se classe troisième de la finale de la heuteur derrière le Suédois Stefan Holm et l'Américain Matt Hemingway. Il améliore à cette occasion de deux centimètres son record personnel avec un saut à 2,34 m et remporte la médaille olympique à seulement 19 ans.   
En 2005, il échoue au pied du podium des Championnats d'Europe en salle de Madrid avec 2,30 m. Plus tôt dans la saison, il avait amélioré le record national avec 2,37 m à Arnstadt. Il remporte le titre des Championnats d'Europe espoirs avec 2,29 m. Début juillet à Rome, il établit la meilleure performance de sa carrière avec 2,36 m. Il améliore à cette occasion le record national. Aux championnats du monde, Baba se classe cinquième de la finale remportée par l'Ukrainien Yuriy Krymarenko.    
Une blessure en 2006 le contraint à participer aux Championnats d'Europe de Göteborg. Lors de la saison hivernale 2007, sa meilleure performance ne dépasse pas les 2,15 m. En plein air, il se qualifie difficilement pour la finale des Championnats du monde d'Osaka en établissant son season best avec 2,29 m. Il se classe huitième de la finale avec 2,26 m.   
Le 28 août 2015, il se qualifie pour la finale des Championnats du monde à Pékin, en franchissant 2,31 m, son meilleur saut de l'année, mais il ne confirme pas cette marque en finale. Le 5 juin 2016, lors du Birmingham Grand Prix, il établit son meilleur saut de la saison en 2,26 m (5e ex æquo). Il sécurise son titre national deux semaines plus tard avec un saut à 2,12 m.
Le 10 juillet, il se classe 7e des Championnats d'Europe d'Amsterdam avec 2,24 m puis 14e de la finale des Jeux olympiques de Rio avec 2,20 m. Ses 2,26 m réalisés par deux fois cette année sont ses résultats les plus bas depuis 2002.
Le 27 août 2018, il annonce mettre fin à sa carrière sportive à l'issue de sa saison, le 13 septembre. Il a alors 34 ans.

## Vie privée
Une de ses sœurs, Katerina, est mariée avec le sauteur en hauteur Jan Janků.

## Palmarès
| Date | Compétition                       | Lieu             | Résultat | Marque  |
| ---- | --------------------------------- | ---------------- | -------- | ------- |
| 2002 | Championnats du monde juniors     | Kingston         | 8e       | 2,18 m  |
| 2003 | Championnats du monde en salle    | Birmingham       | 9e       | 2,25 m  |
| 2003 | Championnats d'Europe juniors     | Tampere          | 1er      | 2,28 m  |
| 2003 | Championnats du monde             | Paris            | 11e      | 2,25 m  |
| 2004 | Championnats du monde en salle    | Budapest         | 3e       | 2,25 m  |
| 2004 | Jeux olympiques                   | Athènes          | 3e       | 2,34 m  |
| 2005 | Championnats d'Europe en salle    | Madrid           | 4e       | 2,30 m  |
| 2005 | Championnats d'Europe espoirs     | Erfurt           | 1er      | 2,29 m  |
| 2005 | Championnats du monde             | Helsinki         | 5e       | 2,29 m  |
| 2007 | Championnats du monde             | Osaka            | 8e       | 2,26 m  |
| 2008 | Championnats du monde en salle    | Valence          | 9e       | 2,23 m  |
| 2008 | Jeux olympiques                   | Pékin            | 6e       | 2,29 m  |
| 2009 | Championnats d'Europe en salle    | Turin            | qual.    | 2,17 m  |
| 2009 | Championnats d'Europe par équipes | Bergen           | 2e       | 2,31 m  |
| 2009 | Championnats du monde             | Berlin           | 5e       | 2,23 m  |
| 2009 | Finale mondiale                   | Thessalonique    | 2e       | 2,32 m  |
| 2010 | Championnats du monde en salle    | Doha             | qual.    | 2,23 m  |
| 2010 | Championnats d'Europe par équipes | Budapest         | 1er      | 2,28 m  |
| 2010 | Championnats d'Europe             | Barcelone        | 5e       | 2,26 m  |
| 2011 | Championnats d'Europe en salle    | Paris            | 2e       | 2,34 m  |
| 2011 | Championnats d'Europe par équipes | Stockholm        | 3e       | 2,28 m  |
| 2011 | Championnats du monde             | Daegu            | 4e       | 2,32 m  |
| 2011 | Ligue de diamant                  | Ligue de diamant | 7e       | détails |
| 2012 | Championnats d'Europe             | Helsinki         | 8e       | 2,24 m  |
| 2013 | Championnats d'Europe en salle    | Göteborg         | 3e       | 2,31 m  |
| 2013 | Championnats d'Europe par équipes | Dublin           | 1re      | 2,20 m  |
| 2014 | Championnats d'Europe par équipes | Brunswick        | 3e       | 2,26 m  |
| 2014 | Championnats d'Europe             | Zurich           | 3e       | 2,30 m  |
| 2015 | Championnats d'Europe en salle    | Prague           | 5e       | 2,28 m  |
| 2015 | Coupe d'Europe des clubs          | Mersin           | 1re      | 2,24 m  |
| 2015 | Championnats d'Europe par équipes | Heraklion        | 1re      | 2,30 m  |
| 2015 | Championnats du monde             | Pékin            | 7e       | 2,29 m  |
| 2016 | Championnats d'Europe             | Amsterdam        | 7e       | 2,24 m  |
| 2016 | Jeux olympiques                   | Rio de Janeiro   | 14e      | 2,20 m  |

## Records
| Épreuve         | Épreuve      | Performance | Lieu     | Date           |
| --------------- | ------------ | ----------- | -------- | -------------- |
| Saut en hauteur | En plein air | 2,36 m (NR) | Rome     | 8 juillet 2005 |
| Saut en hauteur | En salle     | 2,37 m (NR) | Arnstadt | 5 février 2005 |